# Équipe des Tonga de rugby à sept
L'Équipe de rugby à sept des Tonga est l'équipe qui représente les îles Tonga dans les principales compétitions internationales de rugby à sept au sein des World Rugby Sevens Series, de la Coupe du monde de rugby à sept et des Jeux du Commonwealth.

## Histoire
L'équipe des Tonga à sept, qui n'a pourtant jamais fait partie des équipes permanentes des World Rugby Sevens Series a déjà battu l'équipe de France, notamment à Hamilton lors de la saison 2018-2019, où la France atteint deux fois les finales d'étapes.

## Palmarès

### Coupe du monde
| Édition | Résultat     | Notes                                |
| ------- | ------------ | ------------------------------------ |
| 1993    | 5e           | Quart de finaliste de la Melrose Cup |
| 1997    | 9e           | Vainqueur de la Plate                |
| 2001    | Non qualifié |                                      |
| 2005    | 19e          | Demi finaliste du Bowl               |
| 2009    | 11e          | Demi finaliste de la Plate           |
| 2013    | 13e          | Quart de finaliste de la Plate       |
| 2018    | 22e          |                                      |

### World Rugby Sevens Series
Résultats des dernières saisons :
| Édition   | Résultat | points |
| --------- | -------- | ------ |
| 2012-2013 | 17e      | 3      |
| 2011-2012 | 16e      | 17     |
| 2010-2011 | 16e      |        |
| 2009-2010 | 13e      |        |

## Personnalités emblématiques

### Équipe courante
- Daniel Kilioni